# 橘頭蠕蛇鰻
橘頭蠕蛇鰻，為輻鰭魚綱鰻鱺目糯鰻亞目蛇鰻科的其中一種，分布於西印度洋區，包括南非、莫三比克、留尼旺、模里西斯等海域，體長可達25公分，棲息在底層水域，屬肉食性，生活習性不明。

## 擴展閱讀
維基物種上的相關：橘頭蠕蛇鰻